# Cleòpatra III
Cleòpatra III (en grec antic Κλεοπάτρα, 161 aC-101 aC) fou reina d'Egipte del 142 aC al 101 aC.
Era filla de Ptolemeu VI Filomètor i de Cleòpatra II.
A la mort del seu pare, la mare, Cleòpatra II va ocupar la regència en nom del seu fill Ptolemeu VII Neofilopàtor, però Ptolemeu VIII Evergetes II es va presentar amb un exèrcit i amb la mediació romana es va casar amb la seva germana, la regent Cleòpatra II i va assolir el poder. Al mateix dia del casament va fer matar Neofilopàtor.
Després va tenir un fill amb Cleòpatra II (Ptolemeu Memfita) però se'n va cansar aviat i el 142 aC Ptolemeu VIII Evergetes II es va casar amb la seva neboda Cleòpatra III, filla de la seva dona-germana i a la primera la va abandonar (probablement no es va divorciar).
Amb el seu oncle i marit va tenir a Ptolemeu IX Làtir, Ptolemeu X Alexandre I, Cleòpatra IV, Cleòpatra Trifene (casada amb Antíoc VIII Grypos) i Cleòpatra V Selene.
A la mort del marit i oncle, aquest li va deixar el regne (116 aC) que va governar tota sola. Volia associar al seu segon fill però la popularitat del més gran, Làtir, es va imposar i el va haver d'associar l'any 115 aC, però aviat li va imposar la condició d'abandonar a la seva dona Cleòpatra IV. El va expulsar a Cirene el 110 aC però Làtir va tornar al cap de poc (109 aC) i va recuperar el poder. No va servir de gaire perquè el 108 aC el va tornar a expulsar a Cirene. El 107 aC el seu fill Alexandre va tornar de Xipre on s'havia proclamat rei el 114 aC i es va associar al govern.
El 101 aC Alexandre, que la considerava massa ambiciosa i cruel i se'n volia desempallegar, la va fer matar després de la campanya de Síria a favor dels jueus.